# New York Athletic Club

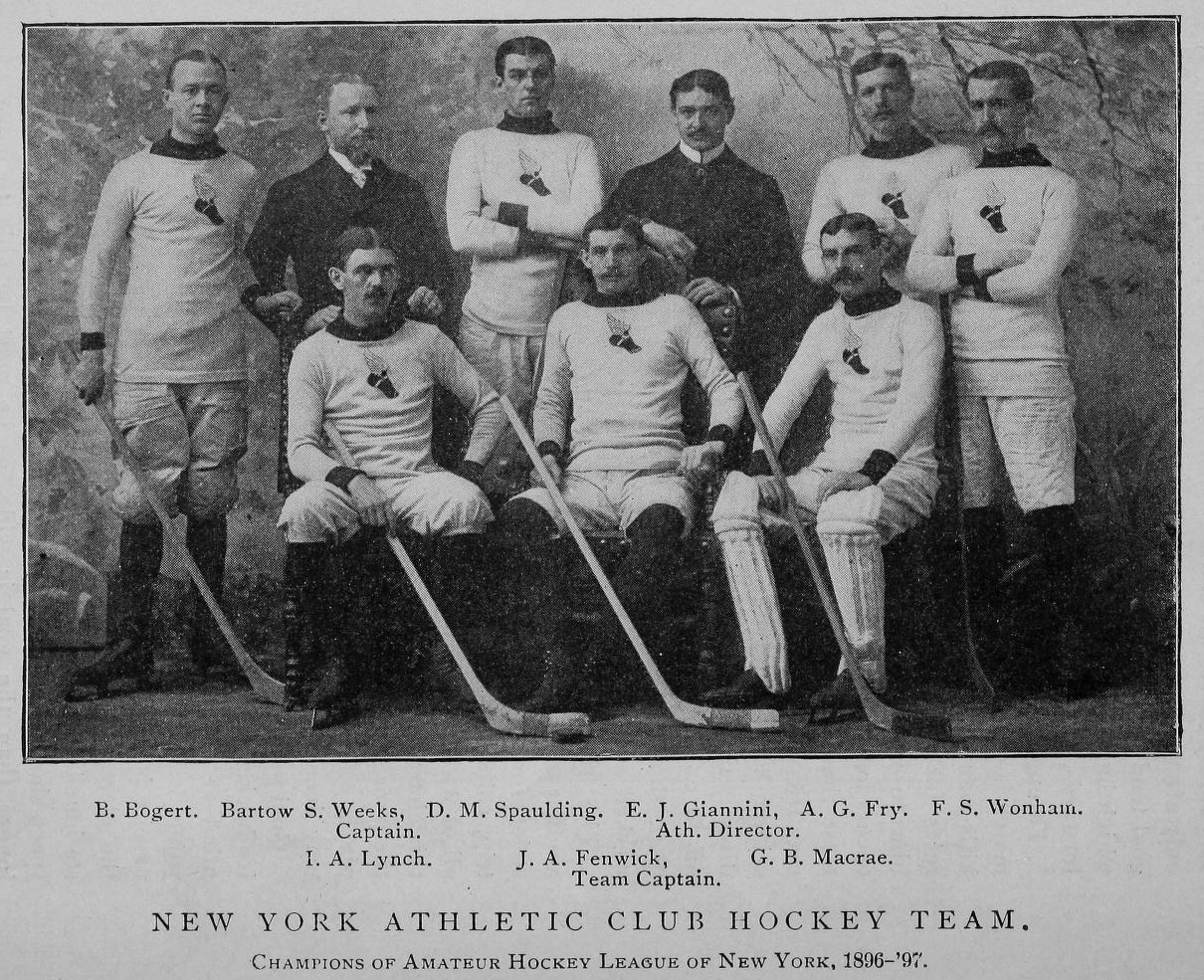
New York Athletic Clubs ishockeylag AAHL-säsongen 1896–97.

New York Athletic Club (NYAC) är en sällskapsklubb och idrottsförening i New York. New York Athletic Club grundades 1868 och har cirka 8600 medlemmar och två anläggningar: City House på 180 Central Park South och Travers Island i Westchester County. Idrotter inom föreningen är bland annat brottning, rodd, boxning, judo, basket, rugby, tennis, squash, snooker, lacrosse och handboll.
New York Athletic Clubs emblem är en bevingad fot och klubbfärgerna är vitt och rött.